# Rotlech
Rotlech er en højre biflod til Lech i den østrigske delstat Tyrol. Floden, der har en længde på omkring 17 km, udspringer nord for klippevæggen Heierwand i Lechtaler Alperne i en højde af 2.210 moh og udmunder ved Weißenbach am Lech i Lech.
Få kilometer før udmundingen i Lech passerer Rotlech den opstemmede kraftværkssø Rotlechstausee, der har en længde på ca. 1 km.
47°26′22″N 10°38′39″Ø / 47.4395°N 10.6443°Ø